# 穿龙薯蓣
穿龙薯蓣（学名：Dioscorea nipponica）为薯蓣科薯蓣属的植物。

## 形态
多年生缠绕藤本，根状茎横生呈长圆柱形。卵形至阔卵形叶子互生，具长柄，3～5浅裂，基部为心形。夏季开花，雌雄异株，雄花序呈穗状，黄绿色小花，雌花序单一，穗状下垂。倒卵状椭圆形蒴果，具三翅。

## 分布
分布于日本、俄罗斯、朝鲜以及中国大陆的陕西、四川、青海、安徽、华北、河南、甘肃、山东、浙江、江西、宁夏、东北等地，生长于海拔100米至1,700米的地区，多生长于山腰的河谷峡谷侧半阴半阳的山坡灌木丛中、稀疏杂木林内及林缘，目前尚未由人工引种栽培。

## 别名
穿山龙（东北、山西），山常山（山东）

## 异名
- Dioscorea nipponica Makino ssp. rosthornii (Prain et Burk.) C. T. Ting

## 外部連結
- 穿龍薯蕷, Chuanlongshuyu （页面存档备份，存于） 藥用植物圖像數據庫 (香港浸會大學中醫藥學院) （繁體中文）（英文）